# 科兹城堡
科兹城堡（土耳其语：Koz Kalesi），又称库尔萨特城堡，位于土耳其哈塔伊省阿尔蒂诺祖地区的小山丘上。安條克公國用方石建造了这座城堡。城堡原有一个北门，但今已不复存在。城堡东侧已夷为平地，只剩下一些谷仓。原有城堡的一部分留存至今，没有坍塌。

## 历史
1133年，耶路撒冷国王富尔克占领了科兹城堡。1155年，这座城堡为安条克公国的艾梅里所有，他将这座城堡用作自己和自己财宝的避难所。1180年，因博希蒙德三世的私生活，教皇亚历山大三世下让艾梅里把它逐出教会。博希蒙德三世感到愤怒，便攻打该城堡，直到耶路撒冷国王鲍德温四世介入后事件才得以平息 。
1188年，艾梅里为了防止萨拉丁袭击科兹城堡，向他供奉自己的一部分财宝以躲过灾难。1225年，安条克公国的雷尼尔回到意大利，将该城堡让给的黎波里的菲利普，此时城堡内还有祖传财宝。
后来，教皇依諾增爵四世下令用安條克公國和塞浦路斯王国的宗教税收来修缮扩建科兹城堡。扩建持续了三年。1256年时，人们为城堡修缮防御工程。1268年拜巴尔一世试图攻占该城堡时，城堡没被攻陷 。
1268年安条克公国沦陷后，穆斯林占有了科兹城堡周围的土地。此时，城堡堡主是威廉爵士，他努力与邻近的穆斯林保持友好关系，和他们分享城堡里的财宝。威廉出家后，将城堡交给父亲巴斯达。1275年4月13日，巴斯达在一次伏击中被捕，随后囚禁在大马士革。穆斯林围攻了科兹城堡，城堡最终于11月14日投降。